# Ieixua

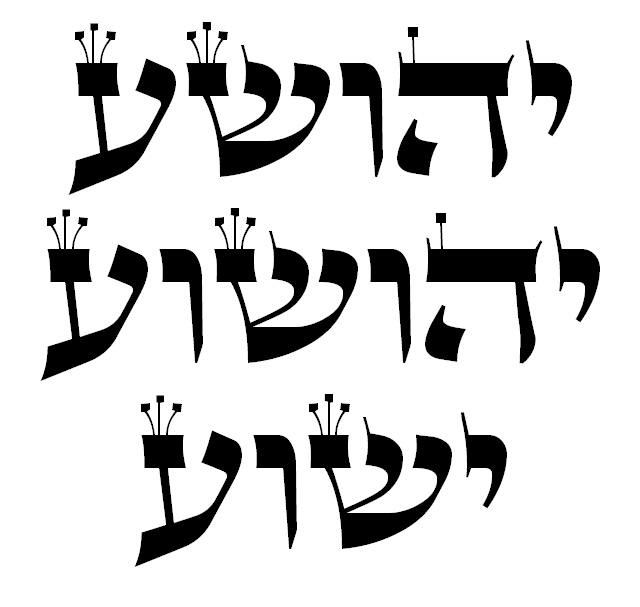
Del grec Ἰησοῦς (Iēsous) també usat en el hebreu Clàssic Bíblic Iehoxua i del hebreu Bíblic Modern Ieixua

Ieixua (en hebreu: ישוע) que segons els erudits i grups religiosos és el nom hebreu o arameu de Jesús de Natzaret, és extensament usat pel judaisme messiànic i els hebreus-cristians que volen fer servir aquest nom considerat la pronunciació original. La pronunciació i escriptura es manté a debat entre els estudiosos i religiosos del tema.

## Etimologia
Entre els jueus del Segon Temple era molt comú el nom hebreu/arameu bíblic יֵשׁוּעַ "Ieixua": La Bíblia hebrea o Antic Testament esmenta almenys 10 personatges amb aquest nom, escrit en els llibres del període post-Exili, Llibre d'Esdres i Daniel, i en els Manuscrits de la mar Morta. El Nom de Ieixua o Ieixu en hebreu significa Jahvè es Salvació, o Jahvé Salva.

## Jeixua com el nom original de Jesús
Alguns erudits argumenten que el grec “Iesous” no és sinó un esforç de transliterar la paraula hebrea Ieixua. Altres conclusions dels professors David Flusser i Shmuel Safrai, Jeixu era la manera com es pronunciava la paraula Ieixua per part dels jueus galileus del segle primer. Sabem que en Mateu 26:73 diu “Poc després, els qui eren allí es van acostar a Pere i li digueren:És veritat que tu també ets d'ells, perquè fins i tot se't nota per l'accent amb què parles.”, mostrant amb això que els jueus galileus tenien un accent diferent als de Judea. D'acord amb Flusser els galileus no pronunciaven la lletra hebrea Ayin al final de les paraules.